# Ormetica pallidifasciata
Ormetica pallidifasciata är en fjärilsart som beskrevs av Rothschild 1933. Ormetica pallidifasciata ingår i släktet Ormetica och familjen björnspinnare. Inga underarter finns listade i Catalogue of Life.